# I'm in Love (Maria Mena)
"I'm in Love" is een nummer van de Noorse zangeres Maria Mena. Het verscheen op haar album Cause and Effect uit 2008. In 2009 werd het uitgebracht als de derde single van dit album.

## Achtergrond
"I'm in Love" is geschreven door Mena en Arvid Solvang en geproduceerd door Martin Sjølie. Het is een romantisch nummer waarin Mena verklaart opnieuw verliefd te zijn. De single werd alleen een succes in Nederland; het bereikte de Top 40 weliswaar niet, maar kwam wel tot de derde positie in de Tipparade en kwam tot plaats 54 in de Single Top 100.

## Hitnoteringen

### Single Top 100
| Hitnotering week 1 t/m 8: 09-05-2009 t/m 27-06-2009 Hitnotering week 9 t/m 10: 29-08-2009 t/m 05-09-2009 | Hitnotering week 1 t/m 8: 09-05-2009 t/m 27-06-2009 Hitnotering week 9 t/m 10: 29-08-2009 t/m 05-09-2009 | Hitnotering week 1 t/m 8: 09-05-2009 t/m 27-06-2009 Hitnotering week 9 t/m 10: 29-08-2009 t/m 05-09-2009 | Hitnotering week 1 t/m 8: 09-05-2009 t/m 27-06-2009 Hitnotering week 9 t/m 10: 29-08-2009 t/m 05-09-2009 | Hitnotering week 1 t/m 8: 09-05-2009 t/m 27-06-2009 Hitnotering week 9 t/m 10: 29-08-2009 t/m 05-09-2009 | Hitnotering week 1 t/m 8: 09-05-2009 t/m 27-06-2009 Hitnotering week 9 t/m 10: 29-08-2009 t/m 05-09-2009 | Hitnotering week 1 t/m 8: 09-05-2009 t/m 27-06-2009 Hitnotering week 9 t/m 10: 29-08-2009 t/m 05-09-2009 | Hitnotering week 1 t/m 8: 09-05-2009 t/m 27-06-2009 Hitnotering week 9 t/m 10: 29-08-2009 t/m 05-09-2009 | Hitnotering week 1 t/m 8: 09-05-2009 t/m 27-06-2009 Hitnotering week 9 t/m 10: 29-08-2009 t/m 05-09-2009 | Hitnotering week 1 t/m 8: 09-05-2009 t/m 27-06-2009 Hitnotering week 9 t/m 10: 29-08-2009 t/m 05-09-2009 | Hitnotering week 1 t/m 8: 09-05-2009 t/m 27-06-2009 Hitnotering week 9 t/m 10: 29-08-2009 t/m 05-09-2009 | Hitnotering week 1 t/m 8: 09-05-2009 t/m 27-06-2009 Hitnotering week 9 t/m 10: 29-08-2009 t/m 05-09-2009 | Hitnotering week 1 t/m 8: 09-05-2009 t/m 27-06-2009 Hitnotering week 9 t/m 10: 29-08-2009 t/m 05-09-2009 |
| Week | 1 | 2 | 3 | 4 | 5 | 6 | 7 | 8 | | 9 | 10 | |
| --- | --- | --- | --- | --- | --- | --- | --- | --- | --- | --- | --- | --- |
| Nummer                                                                                                   | 100 | 54 | 57 | 65 | 78 | 64 | 74 | 77 | uit | 89 | 74 | uit |

### NPO Radio 2 Top 2000
I'm in Love stond alleen in 2009 in de NPO Radio 2 Top 2000, op plek 1422.